# 박지혜 (시인)
박지혜(1970년~ )는 대한민국의 시인이다. 2010년 <시와반시>로 등단했다. 시집으로 <햇빛>이 있다.